# Solidaritäts- und Entwicklungspartei der Union
Die Solidaritäts- und Entwicklungspartei der Union (birmanisch ပြည်ထောင်စုကြံ့ခိုင်ရေးနှင့်ဖွံ့ဖြိုးရေးပါတီ, abgekürzt USDP von engl. Union Solidarity and Development Party) ist eine politische Partei in der Union Myanmar. Nach den Wahlen 2010 wurde sie mit dem offiziellen Ende des Militärregimes 2011 Regierungspartei, bis sie am 1. April 2016 durch die Nationale Liga für Demokratie als stärkste Kraft im Parlament abgelöst wurde. Die USDP ist Nachfolger der staatlichen myanmarischen Massenorganisation „Solidaritäts- und Entwicklungsvereinigung der Union“.
Die Solidaritäts- und Entwicklungspartei wurde am 2. Juni 2010 durch die Wahlkommission als politische Partei registriert und lange Zeit vom ehemaligen Militär Thein Sein geleitet. Im Vorfeld der Parlamentswahl von 2010, der ersten seit 20 Jahren, warb die USDP um Mitglieder, indem sie niedrigverzinste Darlehen in Zentral-Myanmar und im Rakhaing-Staat verteilte. Sie gewann bei der Wahl, die von der Opposition boykottiert wurde, selbst 883 Sitze von insgesamt 1154 Gesamtsitzen, 259 der 325 Sitze im Amyotha Hluttaw, und 129 der 168 Sitze im Pyithu Hluttaw.
Nach den Wahlen im Jahre 2010 wurde Thein Sein entsprechend vom Parlament zum Präsidenten der Union Myanmar bestimmt. Nach der Verfassung ist dem Präsidenten ein Parteienamt verwehrt, er legte den Vorsitz aber erst im Mai 2013 nieder und gab ihn an Parlamentspräsident Thura Shwe Mann weiter, bis er am 13. August 2015 aus diesem Amt entfernt wurde.
Im Jahr 2013 nahm die Parteizeitung mit dem Namen Tages-Union seine Arbeit auf. In diesem Jahr hatte die Partei landesweit mehr als 4 Millionen Unterstützer.
Nach den verlorenen Wahlen 2015, bei denen die Nationalliga für Demokratie und Aung San Suu Kyi diesmal antraten, und dem friedlichen Ende der Präsidentschaft von Thein Sein am 30. März 2016 übernahm dieser den Vorsitz der USDP erneut. Der Hauptsitz der Partei ist im Dekkhinathiri-Township von Naypyidaw.